# Rottenburg am Neckar
Rottenburg am Neckar (tiếng Đức: [ˈʁɔtn̩bʊʁk ʔam ˈnɛkaʁ] ⓘ; Swabia: Raodaburg) là một thị trấn nằm trong khu hành chính (Landkreis) của huyện Tübingen, bang Baden-Württemberg, Đức.